# Technische Universiteit Wenen
De Technische Universiteit Wenen (Duits: Technische Universität Wien, TU Wien) is een van de belangrijkste universiteiten in de Oostenrijkse hoofdstad Wenen en een van de drie technische universiteiten van Oostenrijk. Het onderwijs en onderzoek is gericht op techniek en natuurwetenschappen. De universiteit telt in 2020 ruim 28.000 studenten, verspreid over acht faculteiten, en ruim 5000 personeelsleden, onder wie 165 hoogleraren.

## Geschiedenis
De universiteit werd in 1815 door keizer Frans II opgericht als Keizerlijk-Koninklijk Polytechnisch Instituut (k.k. Polytechnisches Institut) en was bedoeld voor de opleiding van militair, mijnbouwkundig en civiel ingenieurs. In 1818 betrok het zijn door Joseph Schemerl von Leythenbach ontworpen gebouw aan de Karlsplatz, dat nog steeds als hoofdgebouw in gebruik is. In 1872 kreeg het instituut de naam Technische Hochschule en in 1901 verwierf deze het promotierecht. Sinds 1919 worden er vrouwelijke studenten toegelaten. De voormalige Hochschule heet sinds 1975 Technische Universität.
Aalborg ·
Aken ·
Barcelona ·
Belgrado · 
Berlijn · 
Boedapest · 
Boekarest · 
Braunschweig · 
Brno ·
Darmstadt ·
Delft ·
Dresden ·
Dublin ·
Enschede · 
Gdańsk · 
Gent ·
Glasgow · 
Göteborg ·
Graz ·
Grenoble ·
Guildford · 
Haifa ·
Hannover ·
Helsinki ·
Istanboel ·
Karlsruhe ·
Kaunas ·
Lausanne ·
Leuven ·
Lissabon ·
Lissabon NOVA ·
Louvain-la-Neuve ·
Lund · 
Lyon ·
Madrid ·
Milaan ·
Parijs-Saclay ·
Parijs ParisTech ·
Porto ·
Poznań ·
Praag ·
Riga ·
Sheffield · 
Stockholm ·
Stuttgart ·
Tallinn ·
Tomsk ·
Trondheim ·
Turijn ·
Valencia ·
Warschau ·
Wenen ·
Zürich
 België: 
Faculté polytechnique de Mons · 
Université catholique de Louvain · 
Université libre de Bruxelles · 
Université de Liège · 
Vrije Universiteit Brussel · 
 Denemarken: 
Danmarks Tekniske Universitet · 
 Brazilië: 
Universiteit van São Paulo · Escola Politécnica da Universidade de São Paulo · 
 Duitsland: 
Rheinisch-Westfälische Technische Hochschule · 
Technische Universiteit Berlijn · 
Technische Universität Darmstadt · 
Technische Universität Dresden · 
Leibniz Universität Hannover · 
Technische Universität München · 
Friedrich-Alexander-Universität Erlangen-Nürnberg · 
Universiteit van Stuttgart · 
 Finland:
Teknillinen Korkeakoulu ·
 Frankrijk:
École Centrale de Lille · 
École centrale de Lyon ·
École centrale de Marseille ·
École centrale de Nantes ·
École centrale Paris ·
École nationale des ponts et chaussées ·
École nationale supérieure de techniques avancées · 
Institut supérieur de l'aéronautique et de l'espace · 
École Supérieure d'Électricité · 
 Griekenland:
Aristoteles-universiteit van Thessaloniki · 
Ethniko Metsovio Polytechnio Athina ·
 Hongarije:
Budapest University of Technology and Economics · 
 Italië:
Politecnico di Milano ·
Politecnico di Torino · 
Universiteit van Padua ·
Università degli Studi di Trento ·
 Noorwegen:
Technisch-natuurwetenschappelijke Universiteit van Noorwegen ·
 Oostenrijk:
Technische Universiteit Wenen ·
 Polen:
Wroclaw University of Technology ·
 Portugal ·
Instituto Superior Técnico · 
 Rusland:
Technische Staatsuniversiteit van Moskou ·
Moscow State Technical University of Radio Engineering · 
Tomsk Polytechnic University ·
 Spanje:
Universidad Politécnica de Madrid · 
Universitat Politècnica de València · 
Universidad Pontificia Comillas · 
Universidad de Sevilla · 
Universitat Politècnica de Catalunya · 
 Tsjechië:
Tsjechische Technische Universiteit · 
 Turkije:
Technische Universiteit Istanboel · 
 Verenigd Koninkrijk:
Queen's Universiteit van Belfast · 
 Zweden:
Technische Universiteit Chalmers · 
Kungl. Tekniska Högskolan ·
Lunds Tekniska Högskola · 
 Zwitserland:
Eidgenössische Technische Hochschule Zürich · 
Technische Universiteit van Lausanne